# Dais (plante)
Genre
Classification phylogénétique
Dais est un genre végétal de la famille des Thymelaeaceae.
Ce sont des arbres ou arbustes à feuilles caduques du sud de l'Afrique et de Madagascar. L'inflorescence se présente en une sphère dense de fleurs terminales dépourvues de pétales, les sépales formant un tube cylindrique souvent courbé et se terminant par 4 ou 5 lobes. L'androcée se compose de 10 étamines.

## Espèces(à compléter)
- Dais cotinifolia L.
- Dais glaucescens Decne. ex C.A.Mey. - endémique de Madagascar